# خانه شاطر اسماعیل شماعیان
خانه شاطر اسماعیل شماعیان مربوط به دوره قاجار است و در اصفهان، خیابان ابن سینا، ابتدای کوچه گلدسته واقع شده و این اثر در تاریخ ۱۸ آذر ۱۳۵۴ با شمارهٔ ثبت ۱۱۳۶ به‌عنوان یکی از آثار ملی ایران به ثبت رسیده‌است.